# لوتومیرسک
لوتومیرسک (به لاتین: Lutomiersk) یک روستا در لهستان است که در گمینا لوتومیرسک واقع شده‌است. لوتومیرسک ۱٬۵۰۰ نفر جمعیت دارد.